# Regeringen Ľudovít Ódor
Regeringen Ľudovít Ódor var regeringen i Slovakiet fra 15. maj 2023 til 25. oktober 2023 ledet af premierminister Ľudovít Ódor. Det var en midlertidig teknokratregering sammensat af partiuafhængige eksperter udpeget af præsident Zuzana Čaputová.
Nationalrådet udtrykte den 15. juni mistillid til regeringen. Ódors regering forblev ved magten som midlertidig regering med begrænsede beføjelser, indtil en ny regering var dannet efter valget, der blev afholdt 30. september.

## Sammensætning
| Ministerium                                                                                | Minister            | Startdato     | Slutdato         |
| ------------------------------------------------------------------------------------------ | ------------------- | ------------- | ---------------- |
| Premierminister                                                                            | Ľudovít Ódor        | 15. maj 2023  | 25. oktober 2023 |
| Vicepremierminister for den nationale genopretnings- og resiliensplan og brug af Eurofunds | Lívia Vašáková      | 15. maj 2023  | 25. oktober 2023 |
| Udenrigs- og europaminister                                                                | Miroslav Wlachovský | 15. maj 2023  | 25. oktober 2023 |
| Indenrigsminister                                                                          | Ivan Šimko          | 15. maj 2023  | 19. juli 2023    |
| Indenrigsminister                                                                          | Ľudovít Ódor        | 19. juli 2023 | 25. oktober 2023 |
| Forsvarsminister                                                                           | Martin Sklenár      | 15. maj 2023  | 25. oktober 2023 |
| Økonomiminister                                                                            | Peter Dovhun        | 15. maj 2023  | 25. oktober 2023 |
| Finansminister                                                                             | Michal Horváth      | 15. maj 2023  | 25. oktober 2023 |
| Transportminister                                                                          | Pavol Lančarič      | 15. maj 2023  | 25. oktober 2023 |
| Minister for landbrug og udvikling af landdistrikter                                       | Jozef Bíreš         | 15. maj 2023  | 25. oktober 2023 |
| Minister for investeringer, regional udvikling og digitalisering                           | Peter Balík         | 15. maj 2023  | 25. oktober 2023 |
| Justitsminister                                                                            | Jana Dubovcová      | 15. maj 2023  | 25. oktober 2023 |
| Arbejds-, social- og familieminister                                                       | Soňa Gaborčáková    | 15. maj 2023  | 25. oktober 2023 |
| Miljøminister                                                                              | Milan Chrenko       | 15. maj 2023  | 25. oktober 2023 |
| Minister for uddannelse, videnskab, forskning og sport                                     | Daniel Bútora       | 15. maj 2023  | 25. oktober 2023 |
| Kulturminister                                                                             | Silvia Hroncová     | 15. maj 2023  | 25. oktober 2023 |
| Sundhedsminister                                                                           | Michal Palkovič     | 15. maj 2023  | 25. oktober 2023 |

## Afsættelse af indenrigsministeren
19. juli 2023 afskedigede præsident Čaputová indenrigsminister Ivan Šimko, efter at premierminister Ódor formelt havde anmodet hende om at gøre det. Årsagen var mistillid til Šimko i politiet, hvor flere ledende politifolk truede med at gå af, hvis Šimko forblev på posten.